# Gare de Saint-Béron - La Bridoire
La gare de Saint-Béron - La Bridoire est une gare ferroviaire française de la ligne de Saint-André-le-Gaz à Chambéry, située sur le territoire de la commune de Saint-Béron, à proximité de La Bridoire, dans le département de la Savoie, en région Auvergne-Rhône-Alpes.
Si elle figure comme halte ferroviaire de la Société nationale des chemins de fer français (SNCF), elle n'est desservie qu'une fois par jour par le train et le reste du temps par des bus TER Auvergne-Rhône-Alpes entre les gares de Saint-André-le-Gaz et Chambéry - Challes-les-Eaux.

## Situation ferroviaire
Établie à 316 m d'altitude, la gare de Saint-Béron - La Bridoire est située au point kilométrique (PK) 82,485 de la ligne de Saint-André-le-Gaz à Chambéry, entre les gares ouvertes de Pont-de-Beauvoisin et Lépin-le-Lac - La Bauche.

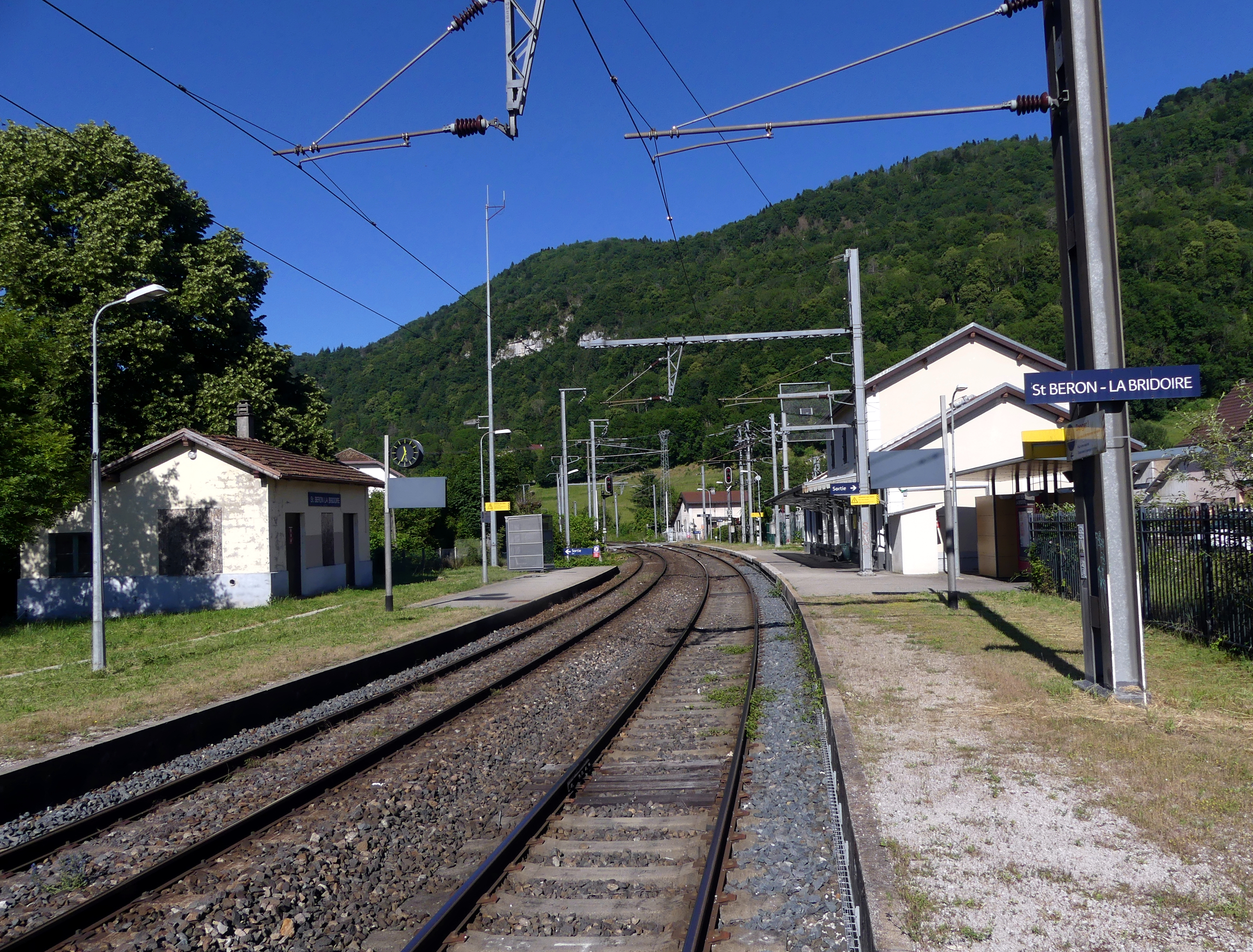
Quais et voies en direction de Chambéry.

## Histoire
La ligne est ouverte le 24 septembre 1884.

## Service voyageurs

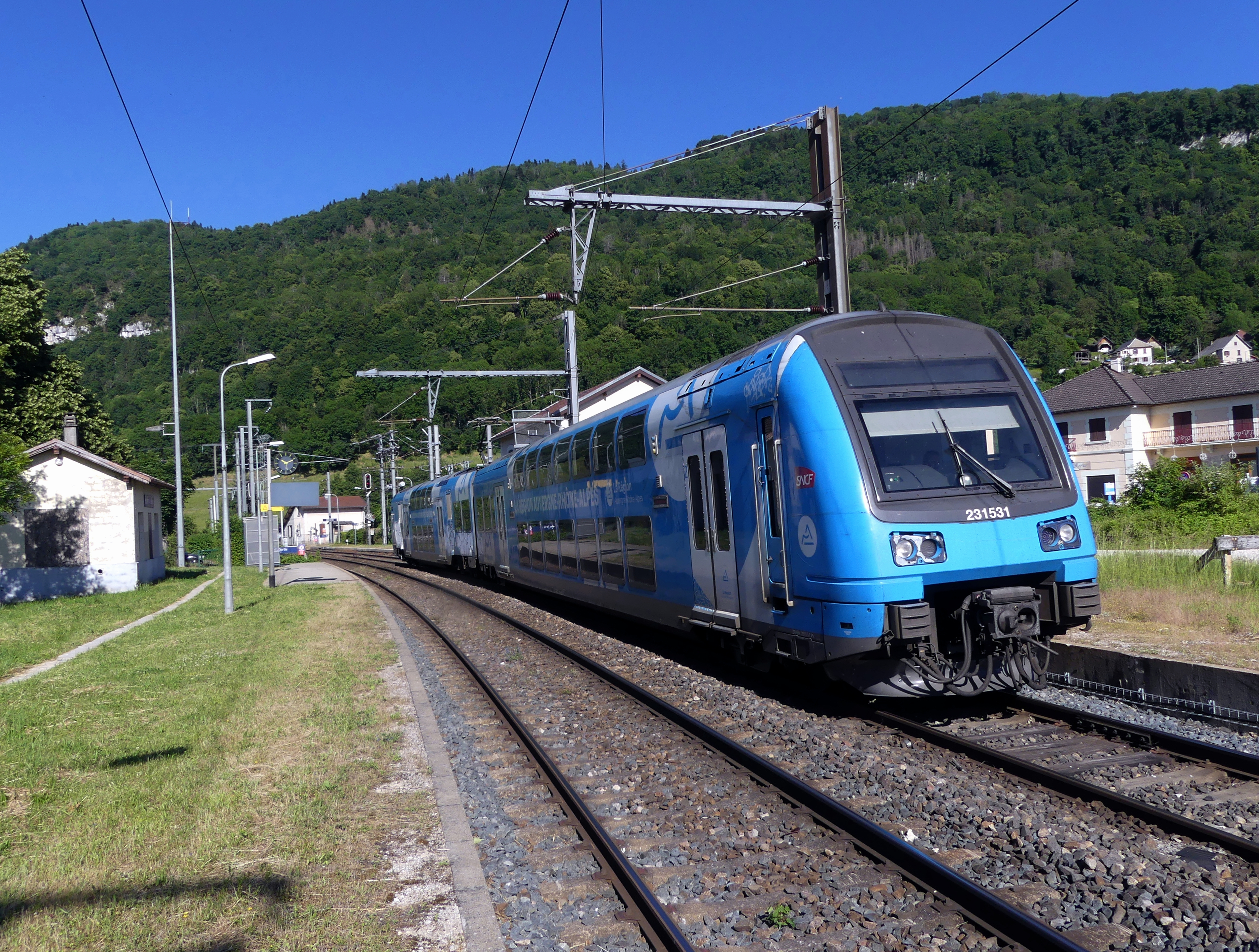
TER du soir desservant la gare.

### Accueil
Halte SNCF, elle a conservé son bâtiment voyageurs tout en devenant un point d'arrêt non géré (PANG), à entrée libre, ne comportant pas de personnel permanent.

### Desserte
Saint-Béron - La Bridoire est principalement desservie par des autocars TER Auvergne-Rhône-Alpes qui effectuent les missions de la ligne 54 entre les gares de Chambéry - Challes-les-Eaux et Saint-André-le-Gaz et plus ponctuellement par des trains TER effectuant la liaison de Chambéry à Bourgoin-Jallieu.

### Intermodalité
Un parc pour les vélos et un parking pour les véhicules sont aménagés. La gare est desservie par la ligne de car TER Rhône-Alpes de La Tour-du-Pin à Chambéry - Challes-les-Eaux.